# アクセル・ヨンソン
アクセル・ヨンソン（スウェーデン語: Axel Jonsson、1992年3月8日 - ）は、オーランド諸島の政治家、オーランドの未来党首、欧州自由同盟副代表。
スウェーデンのヨーテボリに生まれ、幼少期をノルウェーのオスロで過ごした後、2002年にオーランド諸島へ移住した。2009年から政党オーランドの未来所属で政治活動を始め、2011年に初当選、翌年には同党の党首となった。当選後は、憲法委員会および教育・文化委員会の委員を務めている。また、オーランド諸島の新たな自治権に関する協議および議会への提出権を有するオーランド諸島委員会の委員でもある。